# Amphipontonia kanak
Amphipontonia kanak är en kräftdjursart som beskrevs av Bruce 1991. Amphipontonia kanak ingår i släktet Amphipontonia och familjen Palaemonidae. Inga underarter finns listade i Catalogue of Life.